# 韋履潔
韋履潔，雲南省永昌府保山縣人，清朝政治人物、進士出身。
光緒十六年（1890年），参加光緒庚寅科殿試，登進士二甲98名。同年五月，改翰林院庶吉士。光緒十八年五月，散館，著以部属用。